# إيه بي إل (لغة برمجة)
إيه بي إل (بالإنجليزية: APL اختصار لعبارة A Programming Language)‏ هي لغة برمجة طُورت من قبل كينيث ايفرسون خلال عقد 1960.